# Psalidister foveatus
Psalidister foveatus är en skalbaggsart som beskrevs av August Reichensperger 1924. Psalidister foveatus ingår i släktet Psalidister och familjen stumpbaggar. Inga underarter finns listade i Catalogue of Life.